# Le Faucon d'or
 (août 2025).
Pour plus de détails, voir Fiche technique et Distribution.
Le Faucon d'or (titre original : The Golden Hawk) est un film américain réalisé par Sidney Salkow, sorti en 1952.

## Fiche technique
- Titre : Le Faucon d'or
- Titre original : The Golden Hawk
- Réalisation : Sidney Salkow
- Scénario : Robert E. Kent, d'après le roman de Frank Yerby
- Photographie : William V. Skall
- Montage : Edwin H. Bryant
- Musique : Mischa Bakaleinikoff
- Direction artistique : Paul Palmentola
- Décors : Sidney Clifford
- Producteur : Sam Katzman
- Société de production : Columbia Pictures
- Société de distribution : Columbia Pictures
- Pays de production :  États-Unis
- Langue : Anglais
- Format : Couleur (Technicolor) — 35 mm — 1,37:1 — Son : Mono (RCA Sound System)
- Genre : Film d'aventure, Film d'action, Film de guerre
- Durée : 83 minutes
- Dates de sortie : 
  - États-Unis : 8 octobre 1952 (première)
  - États-Unis : 17 octobre 1952 (sortie nationale)
- Affiche : Boris Grinsson (France)

## Distribution
- Sterling Hayden : Kit Gerardo, dit The Hawk
- Rhonda Fleming : le capitaine Rouge
- Helena Carter : Blanca de Valdiva
- John Sutton : le capitaine Luis del Toro
- Paul Cavanagh : Jeremy Smithers
- Michael Ansara : Bernardo Díaz
- Raymond Hatton : Barnaby Stoll
- Alex Montoya : Homado
- Poppy del Vando : Doña Elena
- Albert Pollet : le gouverneur Ducasse
- David Bond : le procureur
- Donna Martell : Émilie Savonez
- Mary Munday : Maria